# مهرأباد (ديزجرود الغربي)
مهرأباد (بالفارسية: مهرآباد) هي قرية تقع في إيران في أذربيجان الشرقية. يقدر عدد سكانها بـ 642 نسمة .